# 小行星2327
小行星2327（2327 Gershberg）是一颗绕太阳运转的小行星，为主小行星带小行星。该小行星于1969年10月13日发现。
該小行星以俄羅斯天文學家羅爾德·葉夫根尼維奇·格什貝格（Roald Evgenevich Gershberg）命名。

## 轨道参数
小行星2327的轨道半长轴为2.3679715 UA，离心率为0.13。